# Resolutie 143 Veiligheidsraad Verenigde Naties
Resolutie 143 van de Veiligheidsraad van de Verenigde Naties werd op 14 juli 1960 aangenomen. De resolutie
werd goedgekeurd met acht stemmen voor en drie onthoudingen (China, Frankrijk en het Verenigd Koninkrijk).

## Achtergrond
Congo-Kinshasa werd op 30 juni 1960 onafhankelijk van België. Het Congolese leger werd hierna nog steeds geleid door Belgische officieren en dat leidde tot muiterij. Het leger was niet langer onder controle en begon de blanke bevolking in Congo te terroriseren, die daardoor massaal het land ontvluchtte. Het Belgisch leger intervenieerde om hen te beschermen.

## Inhoud
De Veiligheidsraad nam het rapport van de Secretaris-Generaal in overweging, over de vraag om steun van de Verenigde Naties in verband met Congo. De vraag om militaire steun aan de Secretaris-Generaal door de president en de eerste minister van Congo werd overwogen.
België werd opgeroepen op zijn troepen uit Congo terug te trekken. De Secretaris-Generaal kreeg toestemming militaire steun te verlenen tot de nationale veiligheidstroepen van Congo hun taken zelf volledig kunnen opnemen. De Secretaris-Generaal werd gevraagd om aan de Veiligheidsraad te rapporteren wanneer nodig.

## Verwante resoluties
- Resolutie 142 Veiligheidsraad Verenigde Naties
- Resolutie 145 Veiligheidsraad Verenigde Naties
- Resolutie 146 Veiligheidsraad Verenigde Naties
- Resolutie 157 Veiligheidsraad Verenigde Naties

Lijst ·  133 ·  134 ·  135 ·  136 ·  137 ·  138 ·  139 ·  140 ·  141 ·  142 ·  143 ·  144 ·  145 ·  146 ·  147 ·  148 ·  149 ·  150 ·  151 ·  152 ·  153 ·  154 ·  155 ·  156 ·  157 ·  158 ·  159 ·  160